# 中村與資平
中村 與資平（なかむら よしへい、1880年2月8日 - 1963年12月21日）は、明治から昭和にかけて活躍した建築家。朝鮮・旧満州及び静岡県などにおいて多くの銀行や公共建築の設計を手がけたことで知られる。

## 経歴
本節の出典
中村与資平は、1880年に静岡県長上郡天王新田村（現在の浜松市中央区天王町）に中村貞一郎の長男として生まれた(中村は慶長年間からの庄屋(官号：与左衛門)で，与資平は第14代にあたる)。1889年に下堀学校（現・浜松市立与進小学校）を卒業し、1893年には浜松高等小学校（現・浜松市立元城小学校）を卒業した。1899年に静岡県浜松尋常中学校（現静岡県立浜松北高等学校）を卒業し、その後、1902年に第三高等学校を卒業した。

1905年に東京帝国大学建築学科を卒業し、辰野金吾と葛西萬司が共同経営する辰野葛西建築事務所に入った。1907年には第一銀行韓国総支店（後の朝鮮銀行本店、現在の韓国銀行貨幣博物館）の臨時建築部工務長に任命された．

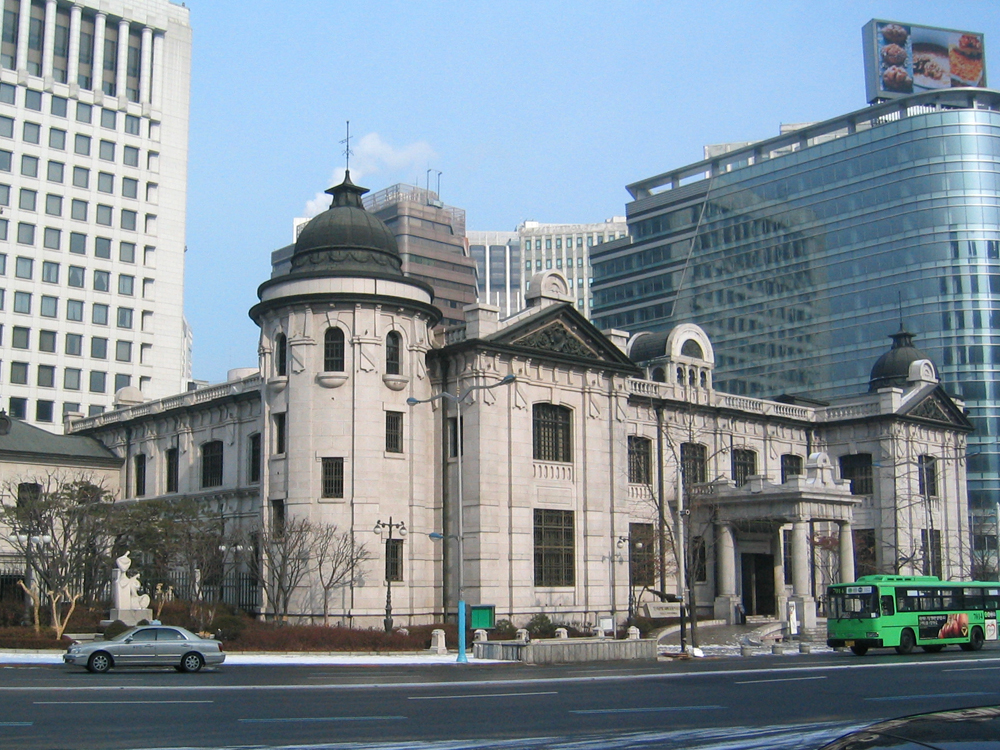
朝鮮銀行本店、現・韓国銀行貨幣博物館

翌年1908年には京城（現在のソウル市）に移り住んだ。1912年、朝鮮銀行本店が竣工し、中村は朝鮮銀行の建築顧問に就任した。また、京城黄金町に中村建築事務所を開設した。1917年には大連市に出張所および工務部を開設し、京城事務所から岩崎徳松を送り込んだ。さらに、久留弘文、宗像主一、オーストリア出身のアントン・フェラー(Anton Feller)も事務所に加わった。
1921年、欧米視察旅行を行った(その際アントン・フェラーが同行した)。翌1922年には東京市に中村工務所を開設し、東京に転居した。この時、京城事務所は岩崎徳松に、大連出張所は宗像主一に任せた。1923年には児童科学教育会を設立した。1934年には工事部を廃止し、設計部を中村與資平建築事務所と改称した。
1944年、建築事務所を閉鎖し、浜松市に疎開した。その後、1952年には静岡県教育委員に当選し、晩年まで活動した。1963年、浜松市にて享年83で亡くなった。

## 主な作品

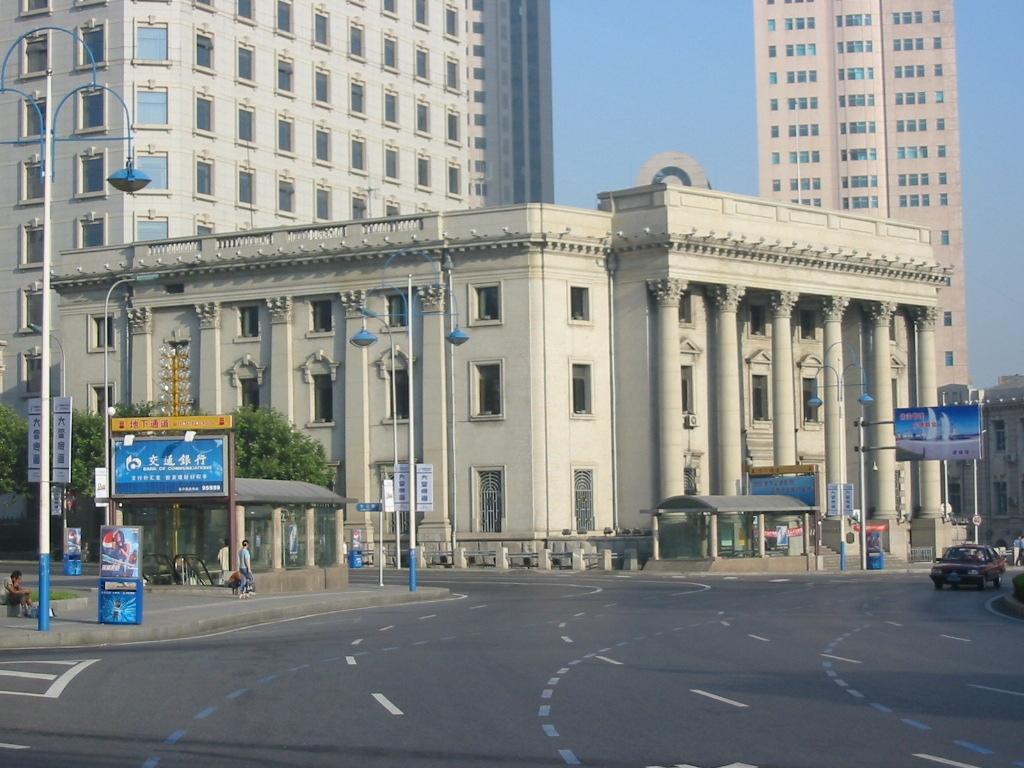
朝鮮銀行大連支店
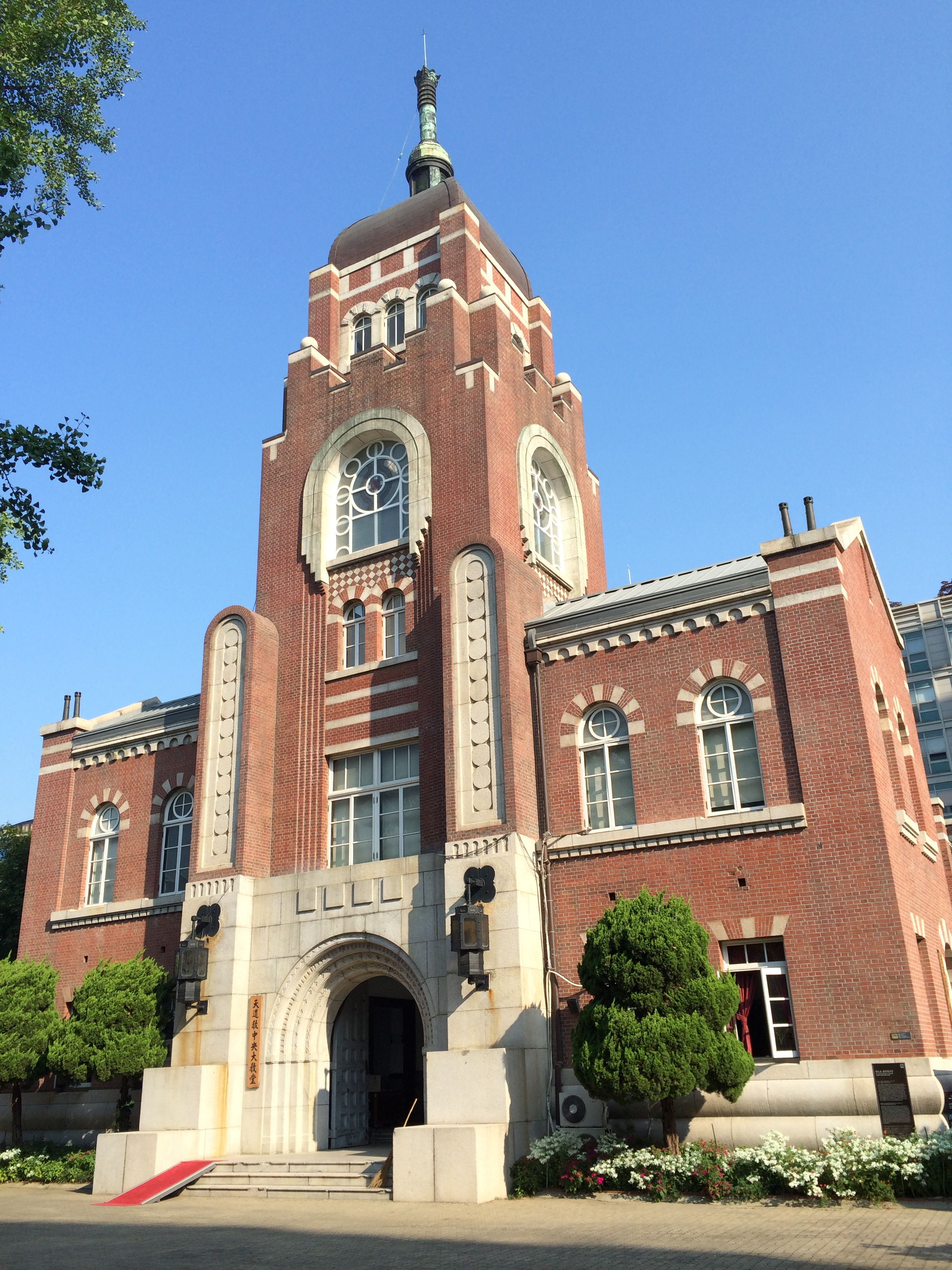
天道教中央大教堂
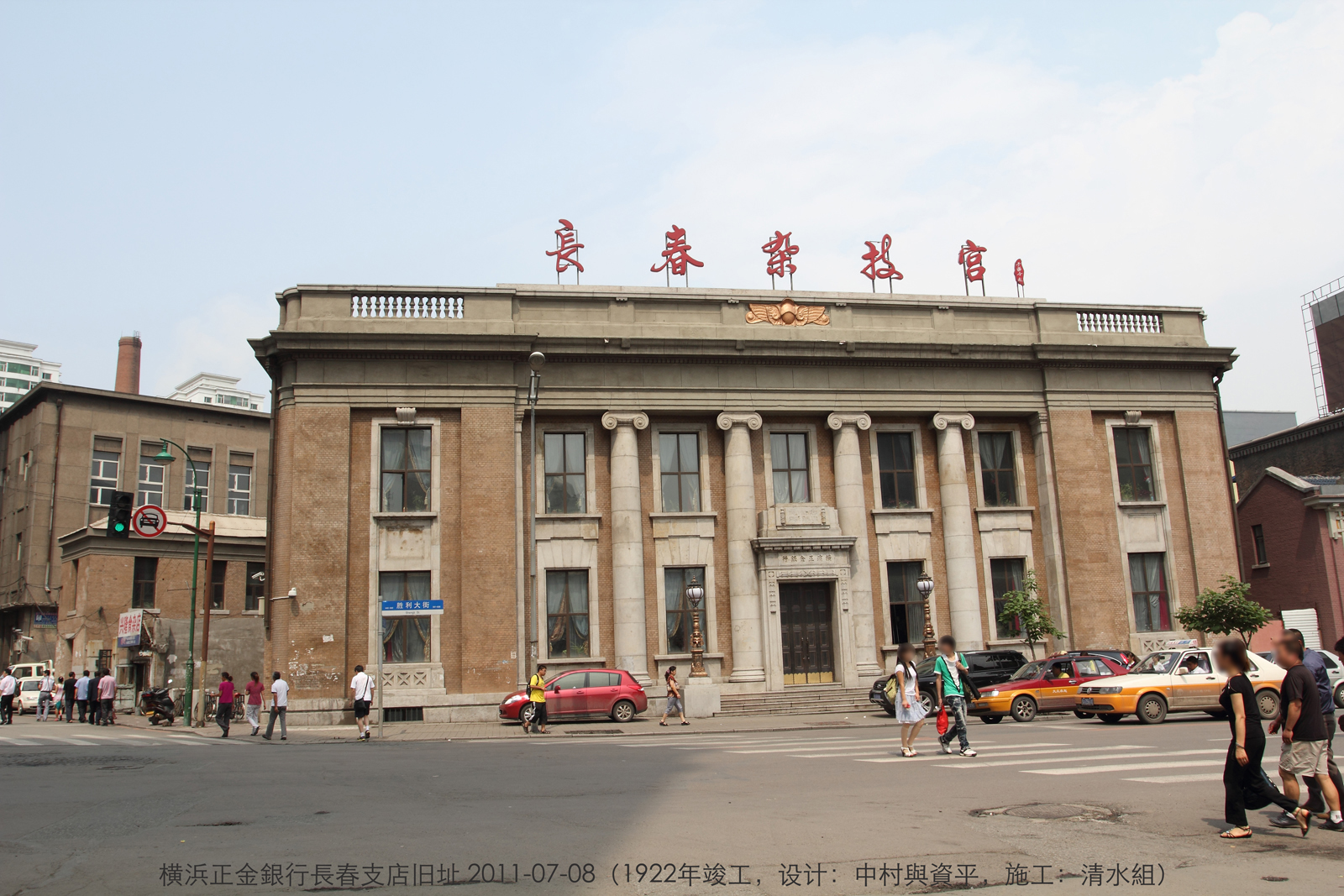
横浜正金銀行長春支店
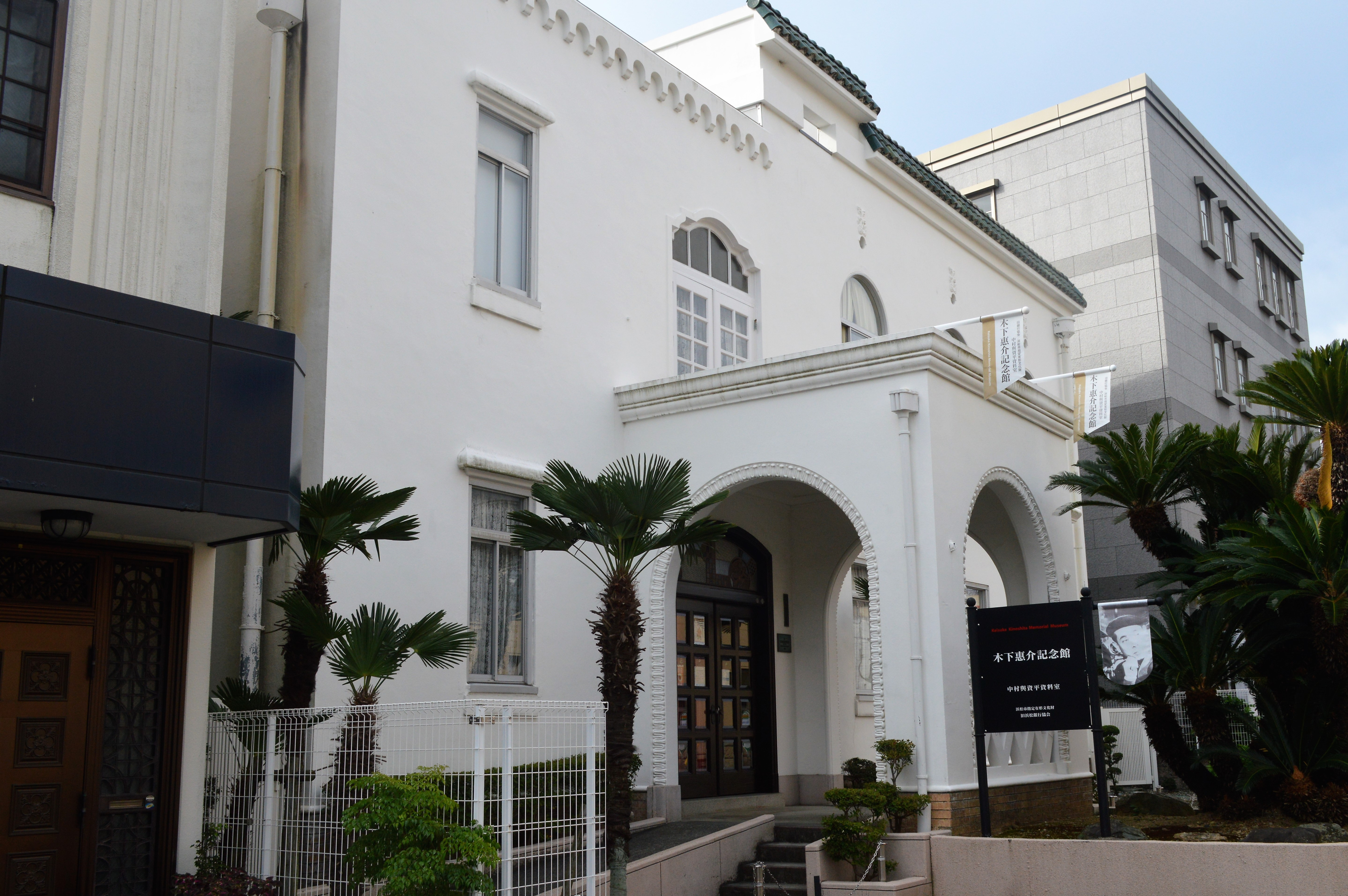
木下惠介記念館
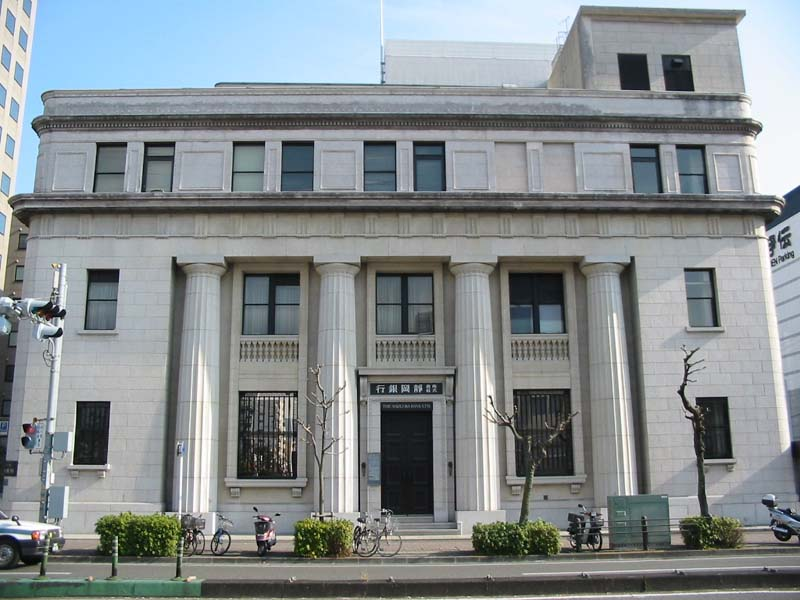
静岡銀行本店
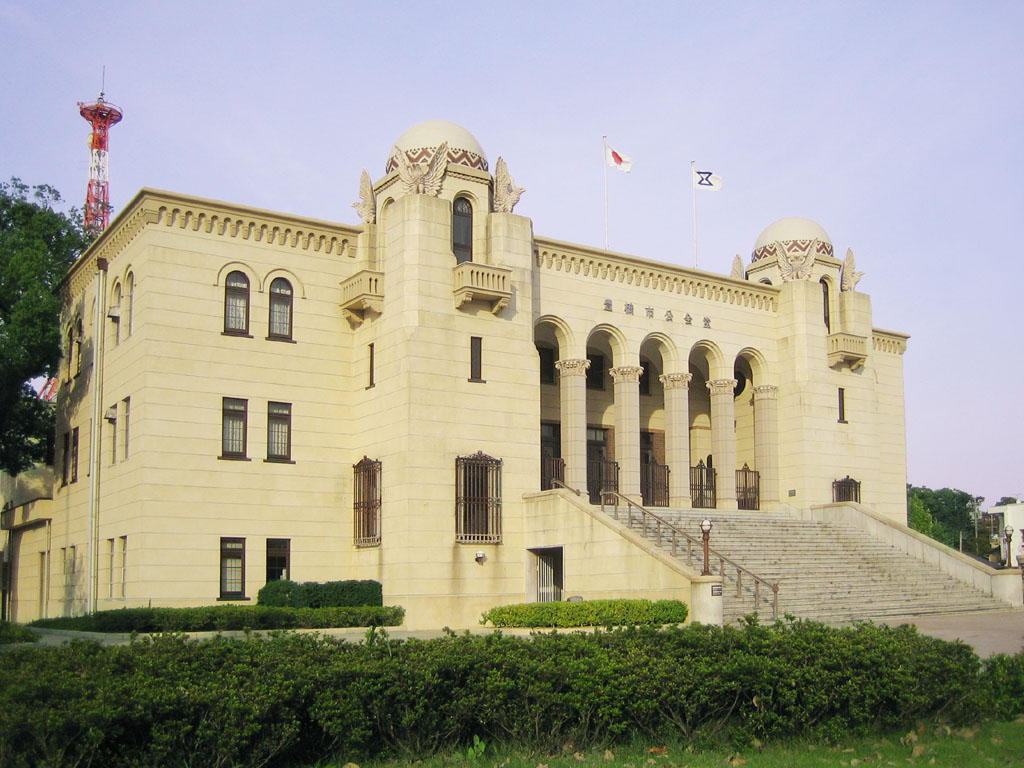
豊橋市公会堂
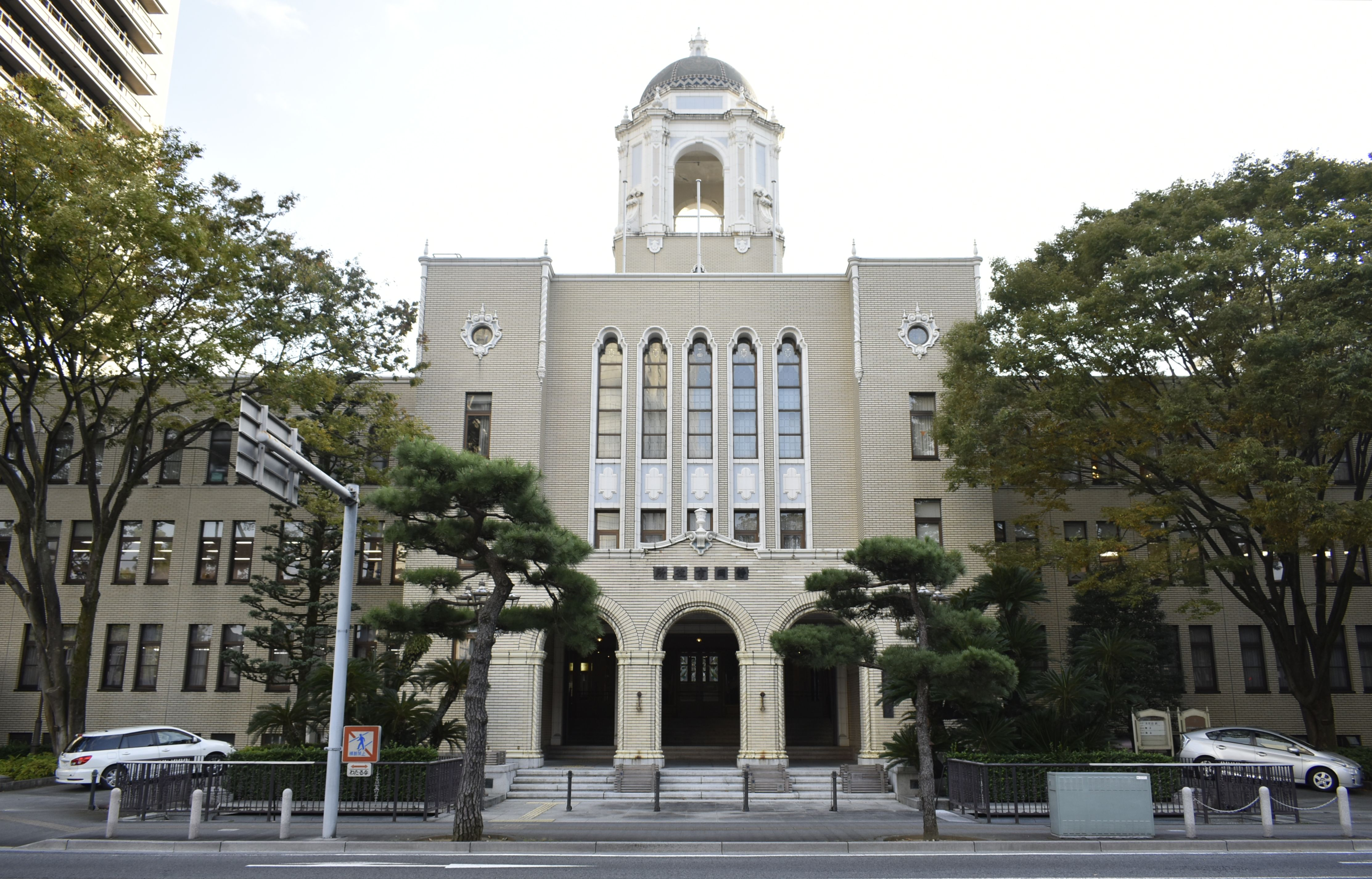
静岡市役所本館
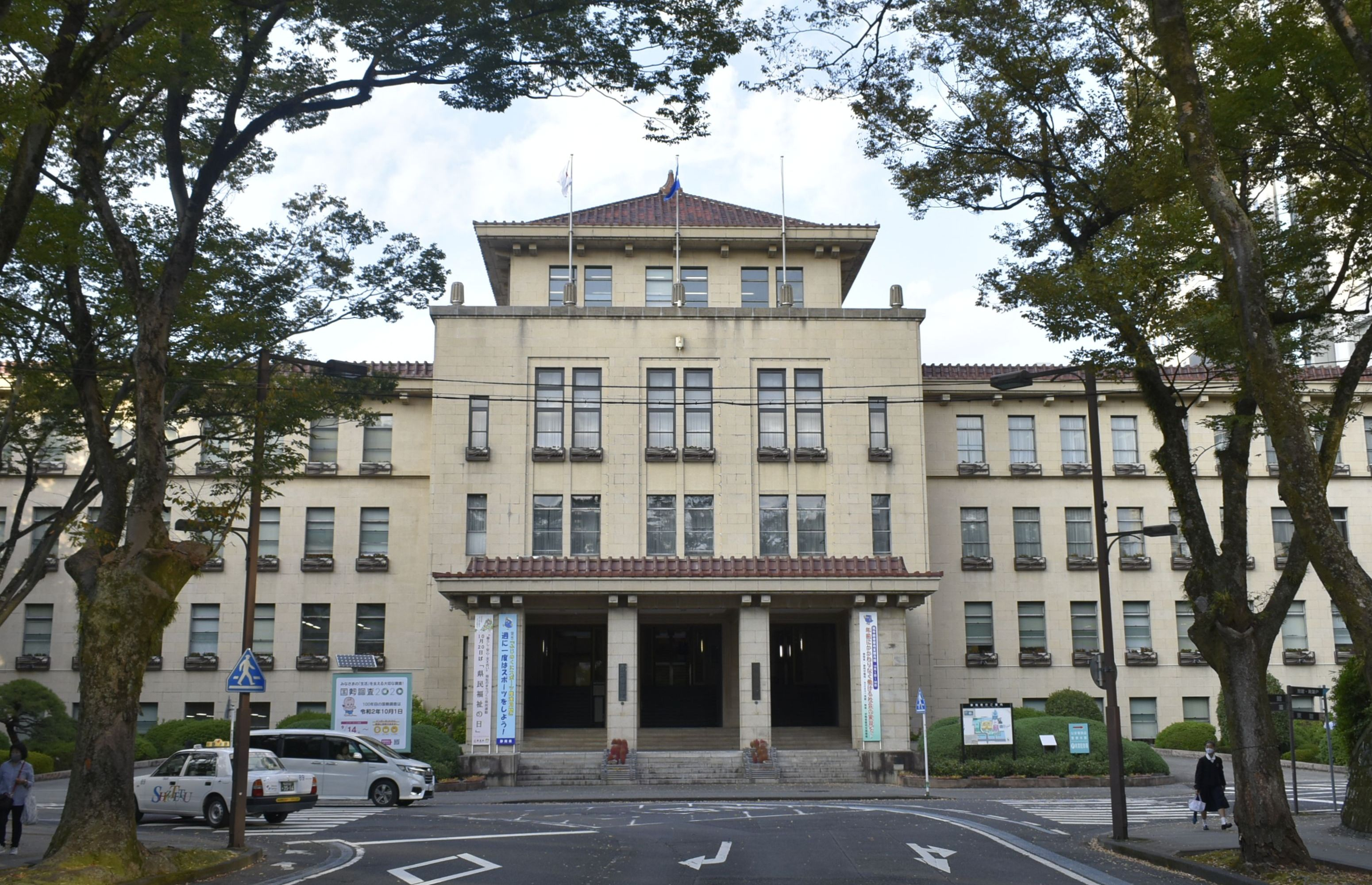
静岡県庁本館
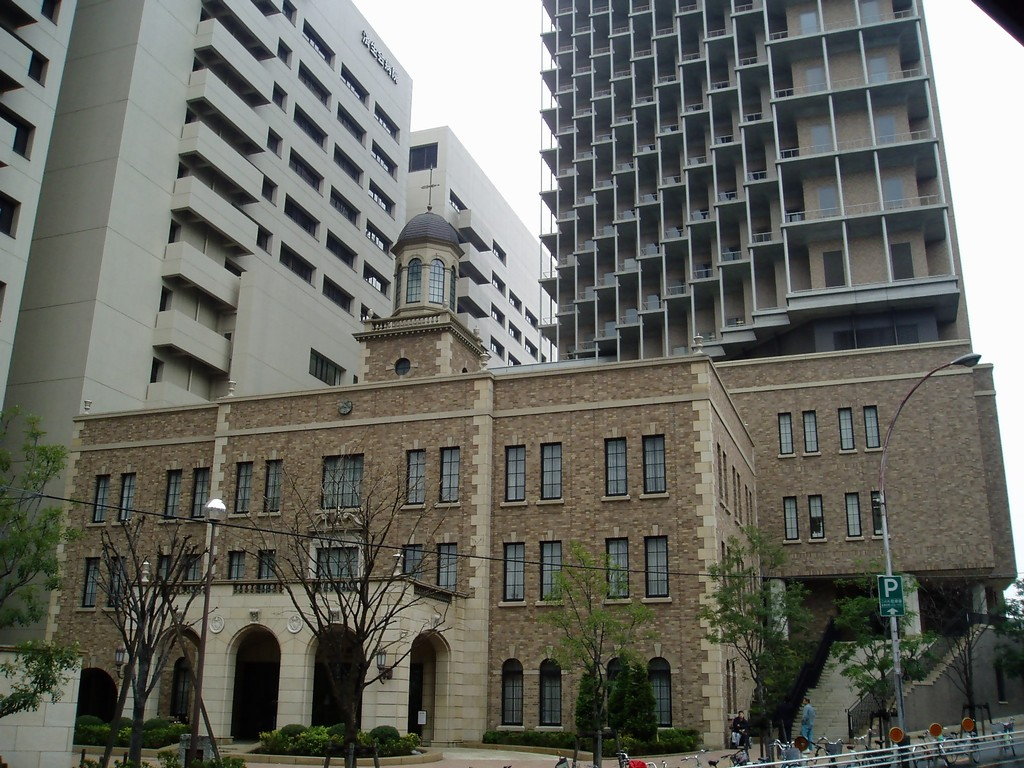
大阪府済生会中津病院（復元）
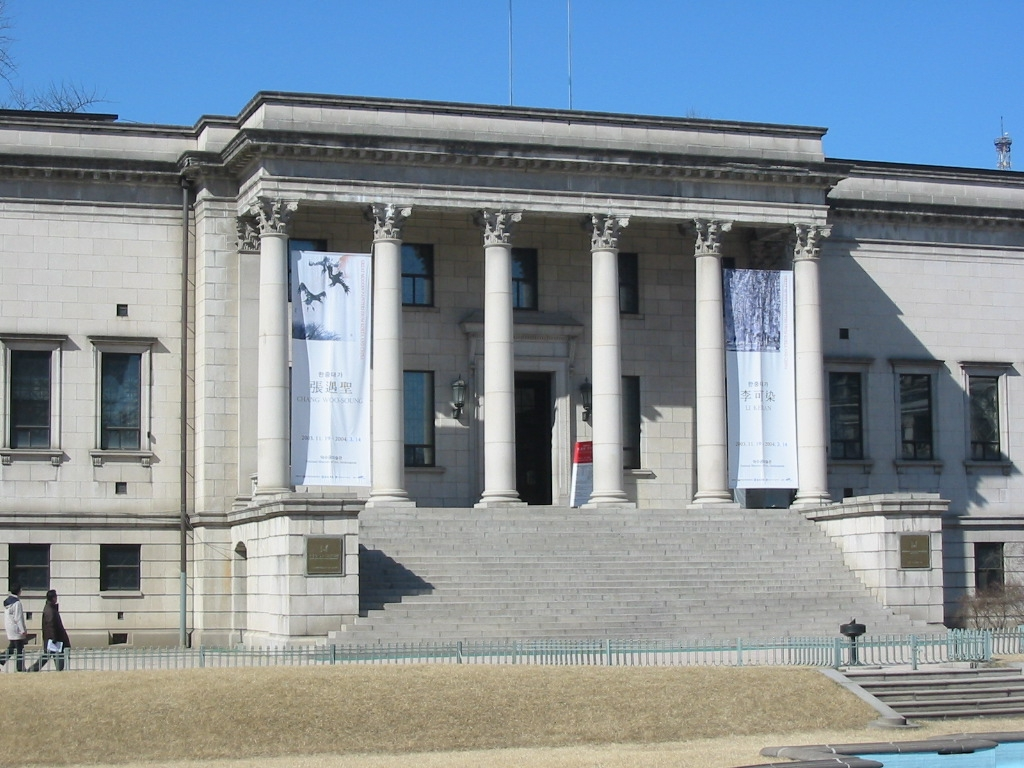
徳寿宮美術館

本節の出典。
| 年                 | 建造物名                                         | 所在地         | 備考                                         |
| ------------------ | ------------------------------------------------ | -------------- | -------------------------------------------- |
| 1920年（大正9年）  | 朝鮮銀行大連支店（現・中国工商銀行中山広場支店） | 大連市         | 全国重点文物保護単位 第5-478号（2001年）     |
| 1920年（大正9年）  | 朝鮮銀行奉天支店（現・華夏銀行中山路支店）       | 瀋陽市         | 全国重点文物保護単位 第7-1669号（2013年）    |
| 1921年（大正10年） | 天道教中央大教堂                                 | ソウル市       | ソウル特別市有形文化財 第036号（1978年）     |
| 1922年（大正11年） | 横浜正金銀行長春支店（現・長春雑技宮）           | 長春市         | 長春市文物保護単位 第6-15号（1994年）        |
| 1926年（大正15年） | 李王家大磯御別邸（現・明治記念大磯邸園）         | 神奈川県大磯町 | 伊藤博文の別邸「滄浪閣」跡地に建造           |
| 1927年（昭和2年）  | 浜松市公会堂                                     | 静岡県浜松市   | 現存せず（1962年児童会館へ改築、1986年解体） |
| 1928年（昭和3年）  | 遠州銀行本店（現・静岡銀行浜松営業部）           | 静岡県浜松市   | 浜松市指定有形文化財（2005年）               |
| 1929年（昭和4年）  | 浜松電気鉄道旭町駅                               | 静岡県浜松市   | 現存せず（1981年解体）                       |
| 1930年（昭和5年）  | 樋口病院（現・小諸医院） ）                      | 長野県小諸市   |                                              |
| 1930年（昭和5年）  | 浜松銀行協会（現・木下惠介記念館）               | 静岡県浜松市   | 浜松市指定有形文化財（2009年）               |
| 1931年（昭和6年）  | 三十五銀行本店（現・静岡銀行本店）               | 静岡県静岡市   | 登録有形文化財 第22-0010号（1998年）         |
| 1931年（昭和6年）  | 豊橋市公会堂                                     | 愛知県豊橋市   | 登録有形文化財 第23-0015号（1998年）         |
| 1934年（昭和9年）  | 静岡市役所本館                                   | 静岡県静岡市   | 登録有形文化財 第22-0001号（1996年）         |
| 1935年（昭和10年） | 静岡市公会堂                                     | 静岡県静岡市   | 現存せず（1979年解体）                       |
| 1935年（昭和10年） | 済生会大阪府病院（現・大阪府済生会中津病院）     | 大阪府大阪市   | レプリカ再建（2000年頃解体、2002年頃復元）   |
| 1937年（昭和12年） | 静岡県庁本館                                     | 静岡県静岡市   | 登録有形文化財 第22-0073号（2001年）         |
| 1937年（昭和12年） | 藤相鉄道藤枝新駅                                 | 静岡県藤枝市   | 現存せず（1964年一部解体、1970年解体）       |
| 1937年（昭和12年） | 李王家美術館（現・徳寿宮美術館）                 | ソウル市       |                                              |

1. 李王家大磯御別邸
2. 遠州銀行本店
3. 樋口病院
4. 済生会大阪府病院（2000年以前）

- 朝鮮銀行大連支店
- 天道教中央大教堂
- 横浜正金銀行長春支店
- 木下惠介記念館
- 静岡銀行本店
- 豊橋市公会堂
- 静岡市役所本館
- 静岡県庁本館
- 大阪府済生会中津病院（復元）
- 徳寿宮美術館

## 家族
中村家は慶長年間から続いた遠州の庄屋(興左衛門)．興資平は14代目に当たる．妻の岸(1885年-1946年)は代々天竜川筏問屋を営んでいた田代家(嘉平治)11代に当たる田代英作（先代ともに二俣町町長）の次女．ドイツ文学者の竹山道雄は甥にあたる．子供は二男二女．

## 著作
- 「都市に於ける道路の設計」，東京市政調査会, 1933年
- 「住居」，桜文書院, 1937年
- 「美術的建築」，サー・ウイリアム・チエンバース 著, 中村与資平 訳. 東京書院, 1917年

## ギャラリー

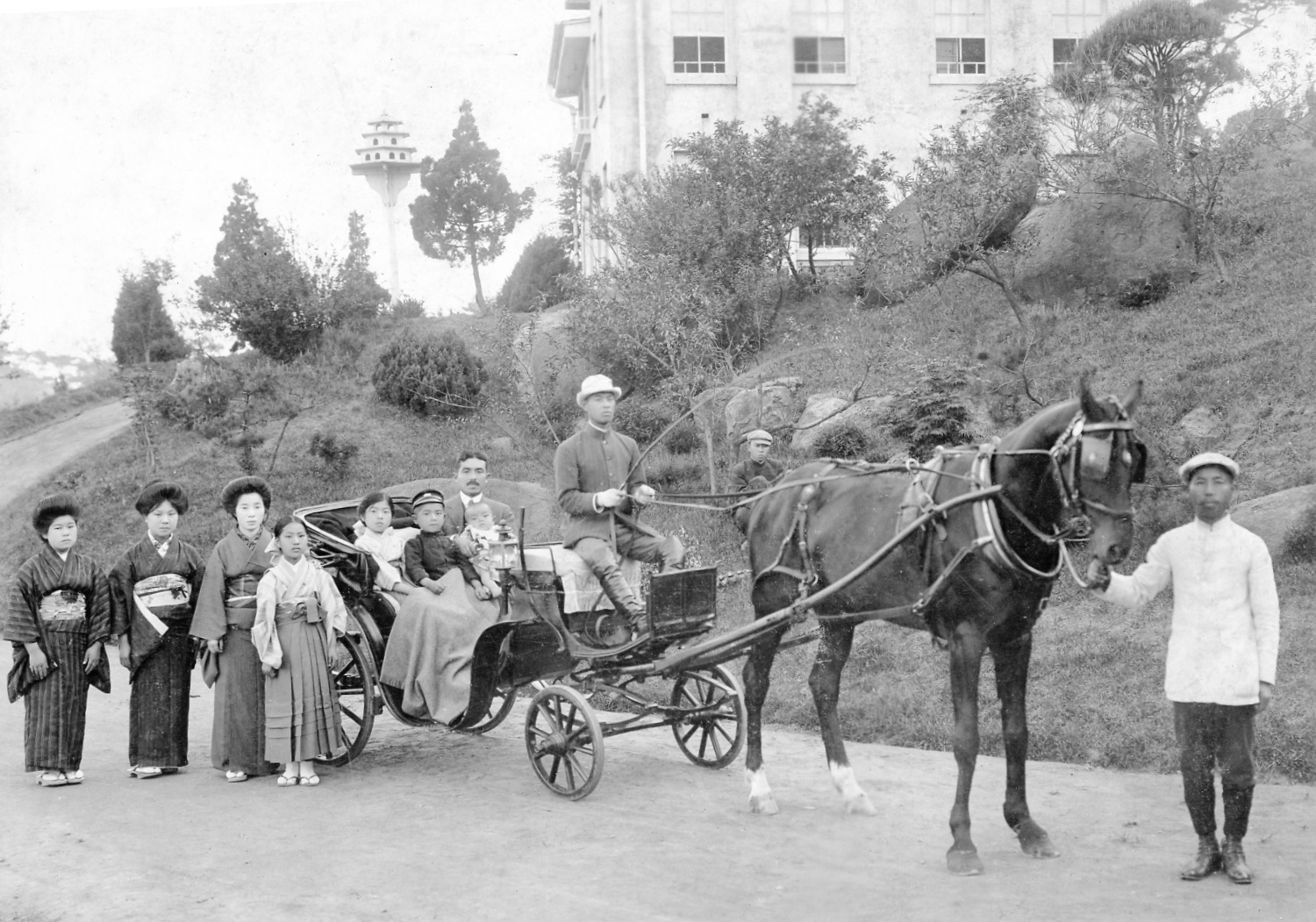
自宅前で自家用馬車に乗る中村与資平と家族 京城(ソウル)1918年
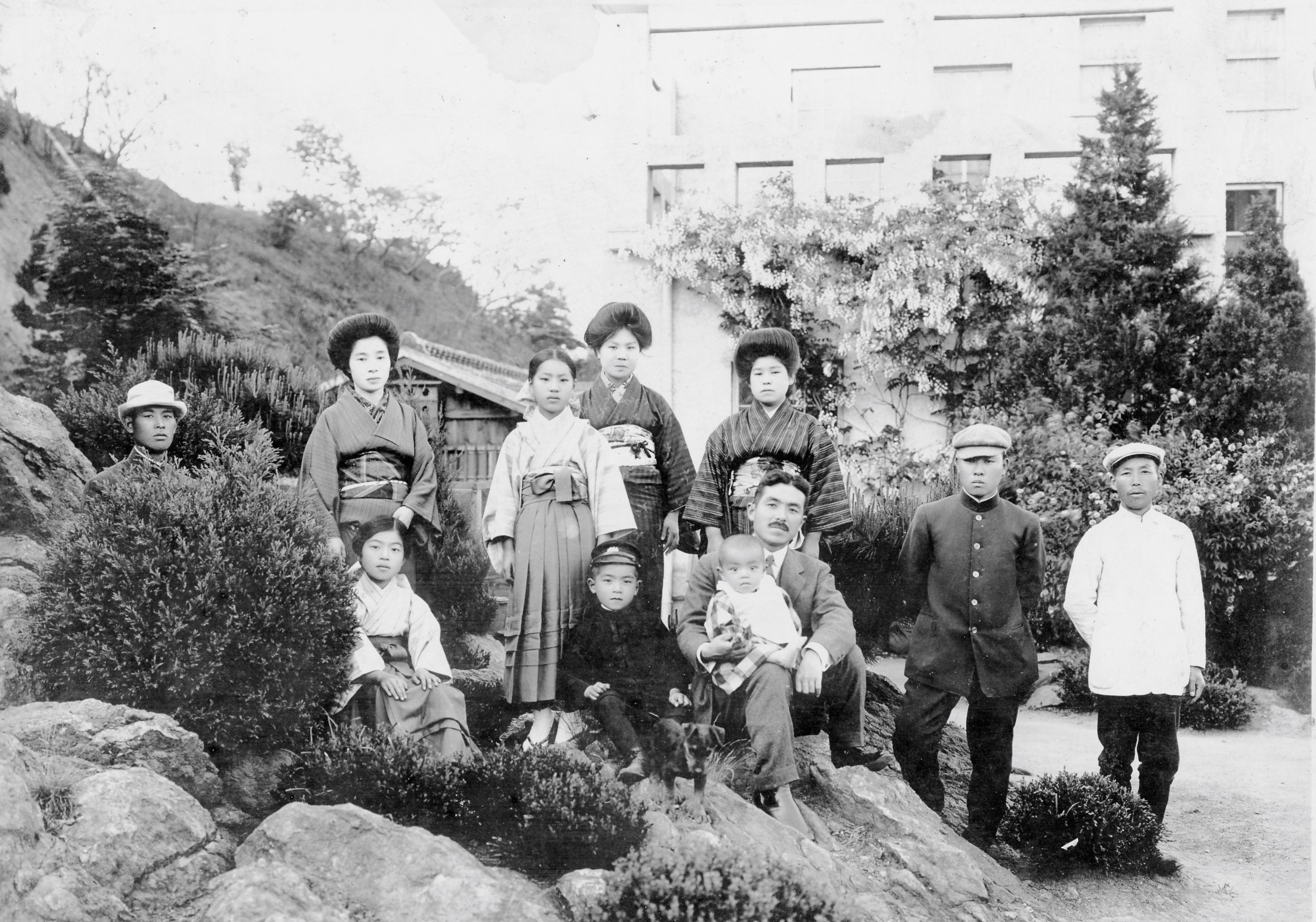
自宅前の中村与資平と家族 京城(ソウル) 1918年
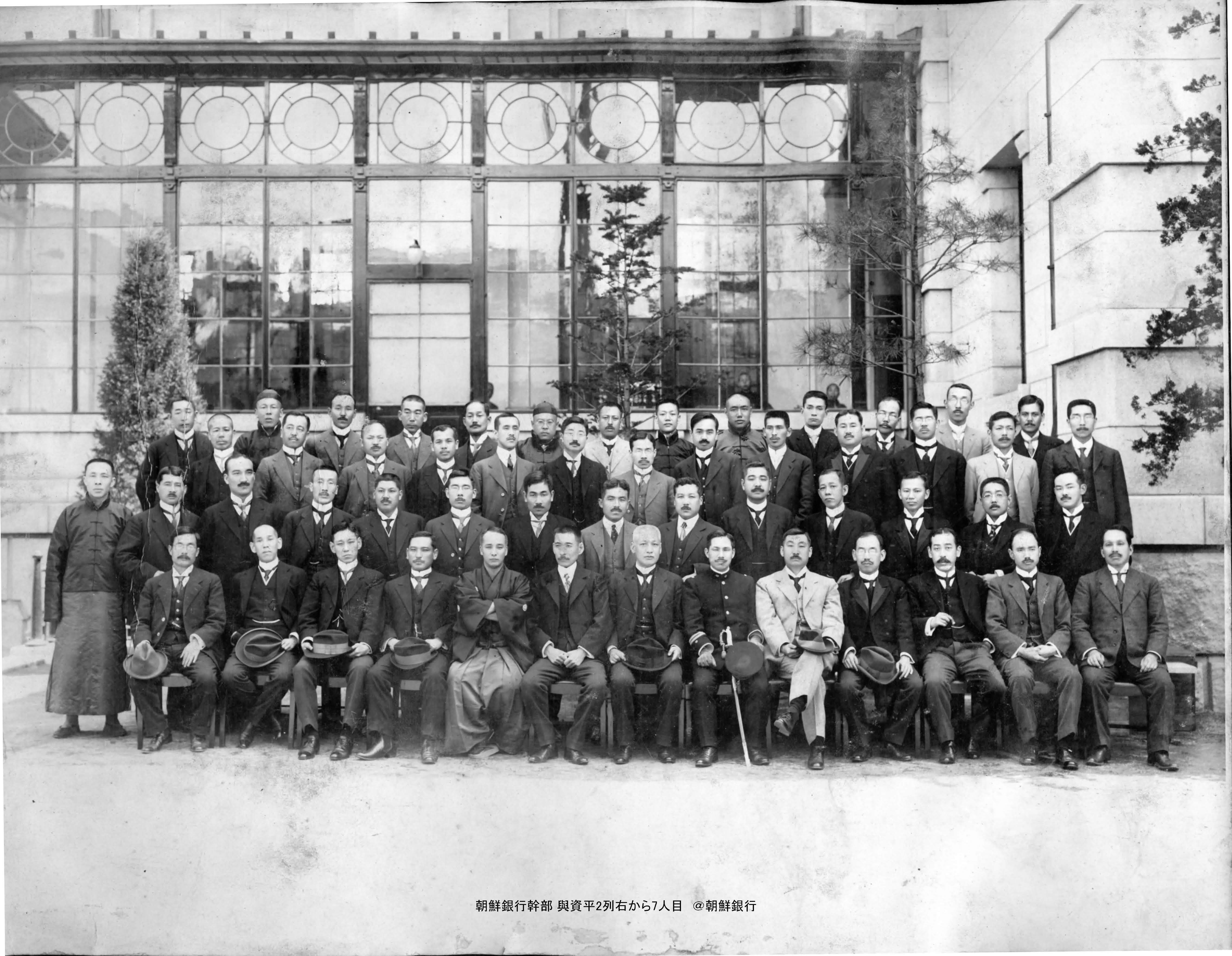
朝鮮銀行本店の幹部たち 2列目右から7番目が与資平 1913年頃
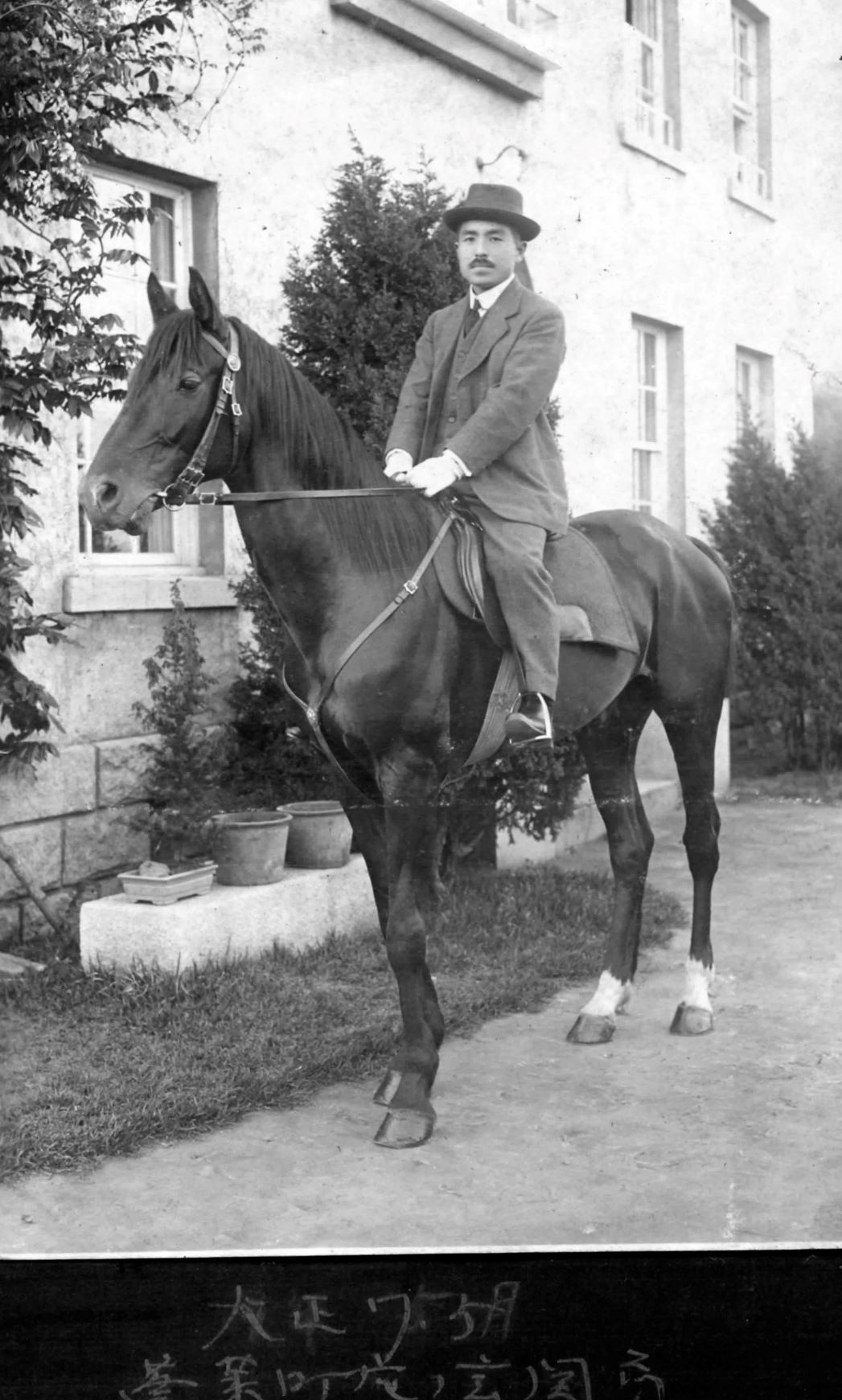
京城(ソウル)蓬莱町自宅前で騎乗する与資平 1918年
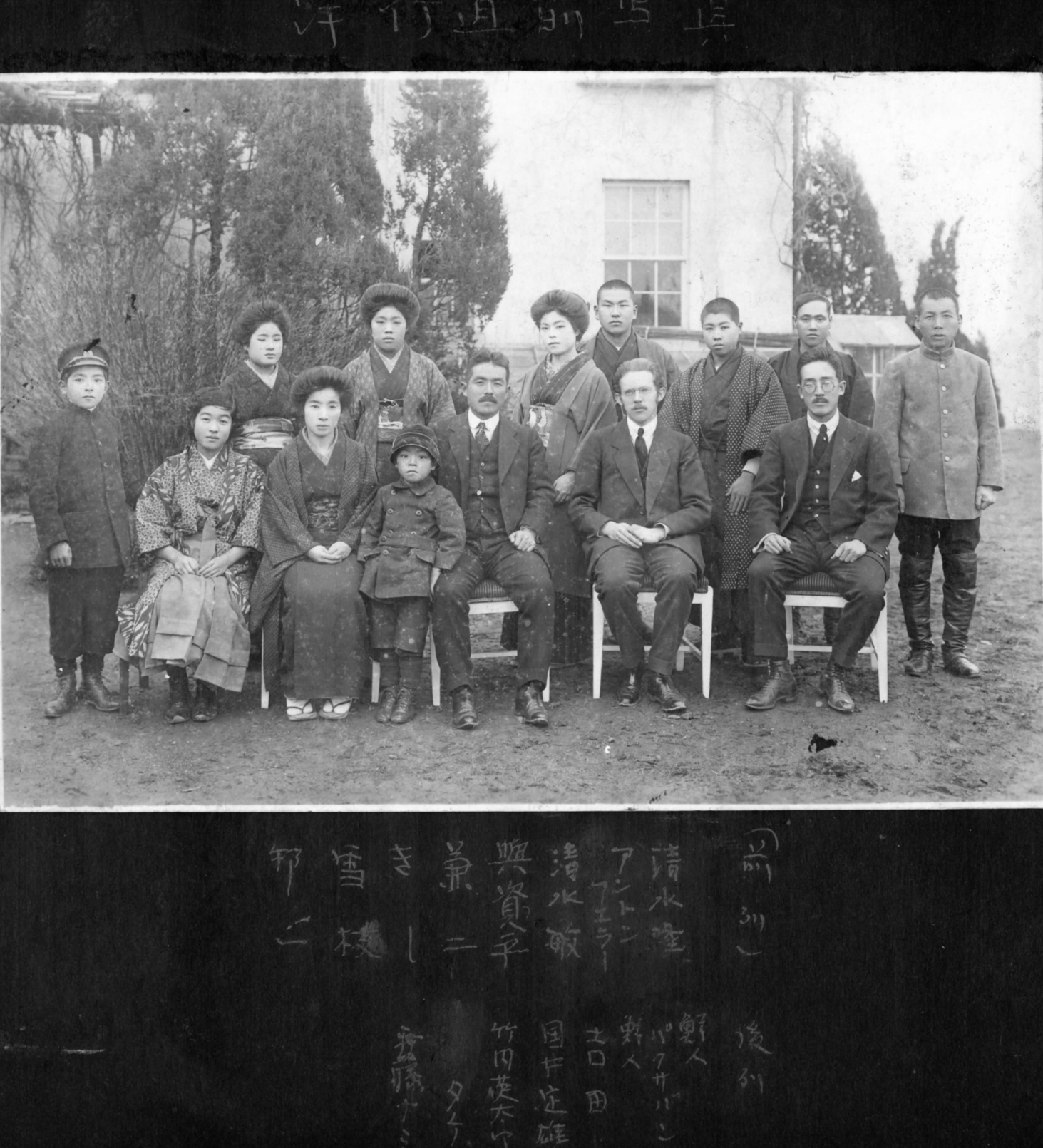
与資平と家族等 与資平米欧旅行前の記念写真 京城自宅 1921年
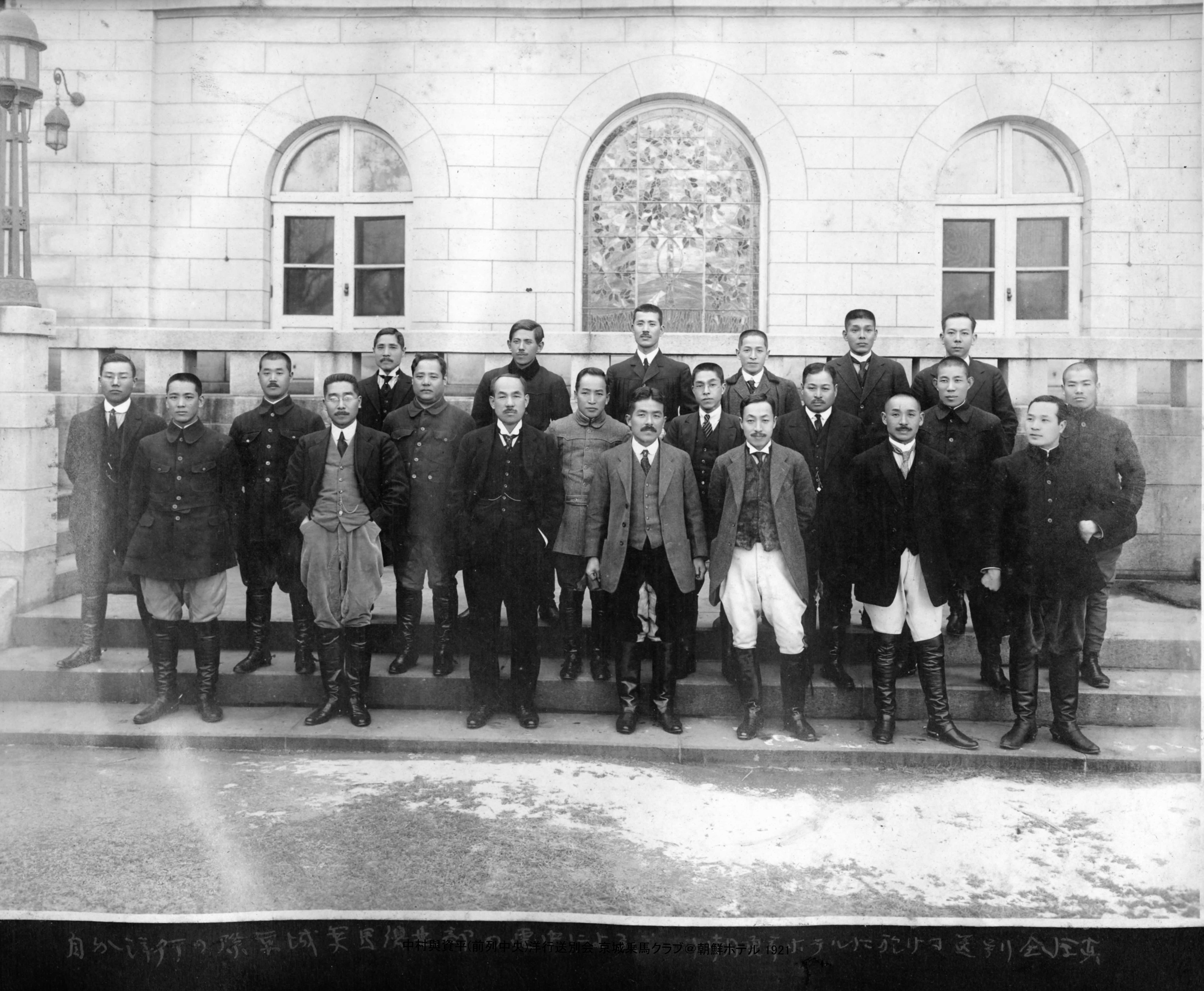
京城乗馬クラブメンバーとの朝鮮ホテルにおける米欧旅行出発前送別会  1921 前列左から4人目が興資平